# Kasteel van Menthon-Saint-Bernard
Het Kasteel van Menthon-Saint-Bernard (Frans: Château de Menthon-Saint-Bernard) is een kasteel in de Franse gemeente Menthon-Saint-Bernard.